# Municipio de Medford (Nueva Jersey)
El municipio de Medford (en inglés: Medford Township) es un municipio ubicado en el condado de Burlington en el estado estadounidense de Nueva Jersey. En el año 2010 tenía una población de 23.033 habitantes y una densidad poblacional de 223,4 personas por km².

## Geografía
El municipio de Medford se encuentra ubicado en las coordenadas 39°54′03″N 74°49′25″O / 39.90083, -74.82361.

## Demografía
Según la Oficina del Censo en 2000 los ingresos medios por hogar en el municipio eran de $103,865 y los ingresos medios por familia eran $117,215. Los hombres tenían unos ingresos medios de $69,786 frente a los $37,012 para las mujeres. La renta per cápita para la localidad era de $46,859. Alrededor del 1.9% de la población estaba por debajo del umbral de pobreza.